# Artem Rebrov
Artem Gennadjevič Rebrov (in russo Артём Геннадьевич Ребров?; Mosca, 4 marzo 1984) è un dirigente sportivo ed ex calciatore russo, di ruolo portiere, direttore tecnico dello Spartak Mosca.

## Palmarès

### Competizioni nazionali
- Campionato russo: 1

Spartak Mosca: 2016-2017
- Supercoppa di Russia: 1

Spartak Mosca: 2017
- Coppa di Russia: 1

Spartak Mosca: 2021-2022